# Знак «За заслуги перед городом Обнинском»
Зна́к «За заслу́ги пе́ред го́родом О́бнинском» — награда, присваиваемая Обнинским городским Собранием с 2008 года гражданам в знак признания их выдающихся заслуг перед городом Обнинском и поощрения их деятельности.

## Статус
Знак «За заслуги перед городом Обнинском» — вторая по значимости муниципальная награда города Обнинска после почётного звания «Почётный гражданин города Обнинска». Младшие награды по степени убывания — грамота Обнинского городского Собрания и благодарность главы местного самоуправления (недоступная ссылка с 28-01-2017 [2973 дня]).
Знак «За заслуги перед городом Обнинском» присуждается за добросовестный труд и осуществление конкретных полезных для города дел в науке, промышленности, строительстве и на транспорте, в здравоохранении, культуре и спорте, в других областях трудовой и общественной деятельности (недоступная ссылка с 28-01-2017 [2973 дня]).
Трудовой стаж награждаемых, связанный с Обнинском, должен составлять не менее 20 лет. В то же время вне зависимости от стажа знаком могут награждаться граждане за героизм, мужество и отвагу, проявленные при спасении людей и объектов в чрезвычайных ситуациях и при ликвидации последствий этих ситуаций, а также за выдающиеся достижения (недоступная ссылка с 28-01-2017 [2973 дня]).

## Процедура
Ходатайство о представлении к знаку «За заслуги перед городом Обнинском» и протокол собрания (конференции), на котором была выдвинута кандидатура, вносится в Обнинское городское Собрание трудовыми коллективами предприятий и общественными организациями, осуществляющими свою деятельность на территории Обнинска. Право выдвижения кандидатур имеет также само Обнинское городское собрание.
В ходатайство входят: полное название организации, представляющей ходатайство; фамилия, имя и отчество кандидата на награждение; дату и место рождения кандидата; образование, место работы и занимаемая должность кандидата; характеристика кандидата, содержащая его конкретные заслуги перед городом; выписка из протокола собрания о выдвижении кандидата.
Ходатайство рассматривается на заседании Президиума Обнинского городского Собрания, после чего одобренные кандидатуры вносятся для рассмотрения в повестку дня официального заседания Собрания, где принимается решение о награждении. 
Регистрацией награждения, учётом и хранением знаков занимается управляющий делами Обнинского городского Собрания. 
Награждение знаком, как правило, привязано к дате образования города Обнинска —24 июля. Знак и удостоверение установленного образца вручаются в торжественной обстановке главой городского самоуправления, председателем Обнинского городского Собрания.
Быть награждённым знаком «За заслуги перед городом Обнинском» можно только один раз (недоступная ссылка с 28-01-2017 [2973 дня]).

## Описание
Знак «За заслуги перед городом Обнинском» представляет собой серебряную медаль в форме круга диаметром 32 мм, соединённого с колодкой.
В центре медали изображён герб Обнинска. В верхней части круга по бортику располагается рельефная надпись «Первый наукоград России». На оборотной стороне знака располагается порядковый номер и надпись «За заслуги перед городом Обнинском»
Знак посредством ушка и кольца соединяется с прямоугольной металлической колодкой цвета флага Обнинска. На оборотной стороне колодки есть приспособление для крепления знака к одежде (недоступная ссылка с 28-01-2017 [2973 дня]).

## Список награждённых
| Номер | ФИО                          | Годы жизни | Год награждения | Достижения и заслуги |
| ----- | ---------------------------- | ---------- | --------------- | --- |
| 1     | Бабушкина, Галина Михайловна | ?          | 2009            | Учитель русского языка и литературы школы № 4, Заслуженный учитель Российской Федерации. |
| 2     | Тулупова, Лилия Григорьевна  | ?          | 2009            | Специалист-организатор государственного образовательного учреждения дополнительного профессионального образования «Обнинский центр последипломного образования работников со средним медицинским и фармацевтическим образованием Федерального медико-биологического агентства». За большие достижения в подготовке квалифицированных медицинских сестёр и фармацевтического персонала. |
| 3     | Музалёва, Лидия Михайловна   | р. 1956    | 2011            | Певица, Заслуженная артистка Российской Федерации. |
| 4     | Владимир Жарский             | ?          | 2014            | Муниципальный чиновник, актёр Обнинского драматического театра. |
| 5     | Людмила Жарская              | ?          | 2014            | Актриса Обнинского драматического театра. |
| 6     | Алла Борисовна Косинская     | ?          | 2014            | Депутат Обнинского городского Собрания пятого (2005—2010), шестого (2010—2015) и седьмого (2015—2020) созывов, актриса Обнинского драматического театра. |
| 7     | Виктор Упоров                | ?          | 2014            | Актёр Обнинского драматического театра. |